# Spojka (slovní druh)
Spojka (konjunkce; lat. conjunctio) je neohebný slovní druh, který spojuje slova nebo věty. Spojky vyjadřují mluvnický a významový poměr vět nebo členů. Rozlišují se spojky souřadicí a podřadicí.

## Spojka souřadicí (parataktická)
Spojka souřadicí spojuje dva větné členy nebo věty v souvětí v souřadném poměru.
Příkladem souřadicích spojek v češtině jsou a, i, či nebo nebo. V následujícím výčtu jsou kromě spojek uvedeny i spojovací výrazy  složené buď z více spojek (ale i) anebo doprovázeny příslovci (jednak (a) jednak; jednak, ale i).
- Spojky slučovací – a, i, ani, nebo, či, přímo, nadto, ani–ani, jak–tak, hned–hned, jednak–jednak, zčásti–zčásti, dílem–dílem
- Spojky odporovací – a, ale, avšak, však, leč, nýbrž, naopak, jenomže, jenže, sice–ale, jistě–ale
- Spojky stupňovací – i, ba, ba i, ba ani, nadto, dokonce, nejen – ale i, nejen – nýbrž i
- Spojky vylučovací – nebo, aneb, buď–nebo, buď–anebo
- Spojky vysvětlovací – totiž, vždyť
- Spojky příčinné – neboť, vždyť, totiž, však, také
- Spojky důsledkové – proto, a proto, tak, a tak, tudíž, a tudíž, tedy

## Spojka podřadicí (hypotaktická)
Spojky podřadicí připojují vedlejší věty v souvětí k větě hlavní v poměru podřadném. Spojky podřadicí: aby, jakmile, až, než, nežli, zatímco, když, kdyby, pokud, protože, poněvadž, jelikož, jestliže, -li, přestože, ačkoli, třebaže, i když, ač, že, sotva. Z podřadicích spojek se ke spojování větných členů užívají téměř výhradně spojky přípustkové: statečný, i když pošetilý plán.